# マリアヌス1世 (アルボレア判事)
マリアヌス1世（Marianus I）とは、中世サルデーニャに存在したアルボレア (Judicate of Arborea) の初期の統治者（判事）である。彼の治世の正確な時期は分かっていない。歴史家フランシスコ・デ・ヴィコによると1000年から1020年までアルボレアを治めたとあるが、これを裏付ける証拠はない。またサルデーニャ出身の歴史家ジョバンニ・フランチェスコ・ファラは、残された資料を分析した結果、名前が残っていない判事がマリアヌス1世よりも前にサルデーニャを統治していたとし、マリアヌスの治世は1050年頃とみなした 。マリアヌスの治世を記した資料は残っておらず、彼の存在の重要性は、アルボレアを統治した最初の王朝であるラコン朝を創始したという点のみである。　

## 文献
- Pasquale Tola, Dizionario biografico degli uomini illustri di Sardegna, vol. II, Manlio Brigaglia, ed. Nuoro: Ilisso, 2001 [Turin, 1838].